# Séries Plus
Pour les articles homonymes, voir Series.
Séries Plus, initialement Séries+), est une chaîne de télévision québécoise diffusant des séries télévisées de genre policier, médical, aventures et de drame. La chaîne fut créée le 31 janvier 2000 et appartient à Corus Entertainment.

## Histoire

### Séries+ (2000–2020)

#### Débuts difficiles
En mai 1999, Alliance Atlantis Communications inc. associés à Les Réseaux Premier Choix, une division du groupe Astral Media, obtient une licence de diffusion auprès de l'autorité audiovisuelle CRTC pour lancer le service Canal Fiction « composée de séries et d'émissions dramatiques ».
La chaîne est lancée le 31 janvier 2000 sous le nom de Séries+ et est distribuée avec Historia, Ztélé et Évasion, lancées simultanément, sous forme de mini-forfait, lequel est abandonné quelques années plus tard. À leur lancement, les quatre chaînes sont proposées gratuitement jusqu'au 1er avril 2000, mais la période est prolongée d'un mois par Vidéotron alors que le taux d'abonnement (12 % en avril, 17 % en juin) au mini-forfait à 3,50 $ par mois est jugé décevant. Le prix du forfait est rapidement abaissé à 1,99 $ dans l'espoir d'encourager les inscriptions. Finalement, à compter du 1er juillet 2000 les nouveaux clients de Vidéotron sont obligés de souscrire aux quatre canaux.
En août 2001, Séries+ (et les trois autres chaînes du mini-forfait) obtient 42,5 % d'abonnés, soit bien moins que les 50 à 60 % prévus initialement.
La chaîne est également critiquée pour ses méthodes de diffusion (coupures de certaines scènes pour respecter l'horaire, interruptions publicitaires des séries dont la diffusion originale n'en comporte pas).

#### Développement de la programmation
Dans ses premières années Séries+ ne présente que des séries étrangères, malgré la promesse d'Astral auprès du CRTC d'investir dans la production québécoise. Le 4 janvier 2003, Séries+ présente sa première série télévisée produite au Québec (Hommes en quarantaine).
Les cotes d'écoute de la chaîne augmentent fortement en 2003-2004.
Le 30 octobre 2006, la chaîne Séries+ ainsi que six autres chaînes du groupe Astral Media (Canal D, Canal Vie, Historia, Ztélé, VRAK.TV et Super Écran) lancent leur programmation en haute définition. Selon Astral, plus de 30 % de la programmation est disponible en HD.
En janvier 2008, Canwest et Goldman Sachs ont fait l'acquisition d'Alliance Atlantis sous le nom de CW Media et repris les parts dans la chaîne. En octobre 2010, Shaw Communications a fait l'acquisition des intérêts de Canwest et Goldman Sachs dans CW Media, reprenant les intérêts de 50 % dans la chaîne sous le nom de Shaw Media.

#### Acquisition par Corus (2013)
Le 16 mars 2012, Bell Canada (BCE) annonce son intention de faire l'acquisition d'Astral Média incluant Séries+, pour 3,38 milliards de dollars. La transaction a été refusée par le CRTC. Bell Canada a alors déposé une nouvelle demande et annonce le 4 mars 2013 qu'elle vend ses parts dans Historia, Séries+ et Télétoon à Corus Entertainment, alors que Shaw Media vendra aussi ses parts dans les deux chaînes à Corus, devenant seul propriétaire, sous approbation du CRTC.
Le 27 juin 2013, le CRTC approuve la demande d'acquisition d'Astral par Bell. Historia, Séries+ et Télétoon sont donc vendus à Corus, dont la transaction a été approuvé le 20 décembre 2013, et complété le 1er janvier 2014. Puisque Corus a fermé sa division Corus Québec lors de la vente de ses stations de radio à Cogeco à l'automne 2010, Bell Media agit comme bureau de ventes publicitaires des deux chaînes pour Corus.
À l'automne 2015, Corus revampe sa programmation du samedi soir avec des émissions téléréalités canadiennes en version doublée, dont Mariées au hockey (Hockey Wives (en)) à laquelle participe la québécoise Maripier Morin. Corus programme la téléréalité originale Le Lot du diable en simultané avec Historia à l'hiver 2017. Plus aucune émission de ce genre n'a été acquise depuis.
En mai 2016, Corus met Historia et Séries+ en vente, Bell Média étant l'acheteur de choix. L'achat est confirmé le 17 octobre 2017,, sous approbation du CRTC. La transaction est annulée un an plus tard.
En mai 2017, le CRTC assouplit ses conditions de contenu canadien francophone. Quelques jours plus tard, Corus annule le développement de trois séries originales pour la chaîne, produites par Encore Television et Avanti. Produite par KOTV de Louis Morissette, la deuxième saison de la série Plan B a été diffusée sur la plateforme Véro.tv à l'automne 2018. En février 2019, Corus fait marche arrière et commande de nouvelles productions originales, attendues pour 2020.

### Séries Plus (depuis 2020)
La chaîne change de nom pour Séries Plus en janvier 2020 pour marquer les 20 ans de la chaîne.
Depuis septembre 2022, les films sont désormais diffusés sur Séries Plus.

## Identité corporative

### Logotype

Logo de Séries+ du 31 janvier 2000 à 2007.
Logo de Séries+ de 2007 à 2012.
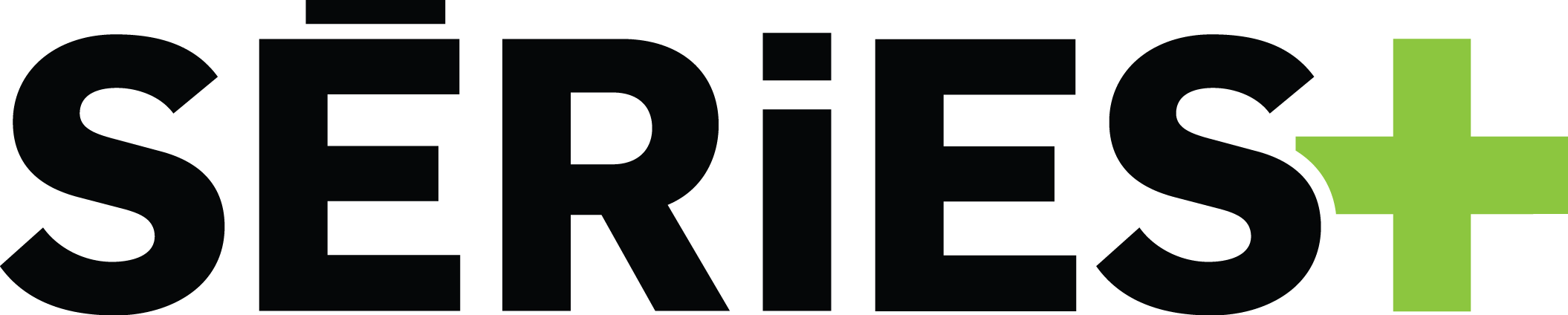
Logo de Séries+ de 2012 à janvier 2020.
Logo de Séries Plus depuis janvier 2020.

## Programmation

### Séries originales
- Le Petit Monde de Laura Cadieux (2003)
- Hommes en quarantaine (2003-2004)
- Les Ex (2005)
- François en série (2006-2007)
- Miss Météo (2008-2009)[23]
- Ni plus ni moi (2010)[24]
- Malenfant (2011)[25]
- Vertige (2012)[26]
- Mon meilleur ami[27] (2013)[28]
- En thérapie[29] (2013)
- La Marraine[30] (2014)
- Le Berceau des anges[31] (hiver 2015)
- Mon ex à moi[32] (hiver 2015)
- Séquelles[33] (printemps 2016)
- Mirador (saison 3, août 2016)
- Sur-vie[34] (6 épisodes, dès le 6 avril 2017)[35]
- Plan B[36] (saison 1, dès le 4 mai 2017)[37]
- Le Phoenix[38] (6 épisodes, dès le 2 septembre 2020)
- Bête noire[39] (dès le 31 mars 2021)
- Manuel de la vie sauvage[40] (dès le 16 mars 2022)[41]
- Les Bombes[42] (6 épisodes, dès le 2 février 2023)[43]
- Haute démolition[44] (6 épisodes, dès le 16 mars 2023)[45]

### Acquisitions
- FBI[46]
- Station 19[46]
- The Code[46]
- Nurses : États de grâce (en)

### Téléréalité
- Le Grand Jeu des rénos (Game of Homes (en)) dès le 12 septembre 2015[47]
- Mariées au hockey (Hockey Wives (en)) dès le 12 septembre 2015[47]
- Méchant critique (Million Dollar Critic) dès le 10 octobre 2015[47]
- Maman est une médium (Mom's a Medium) dès le 10 octobre 2015[47]
- Dites oui à la robe : Canada (Say Yes to the Dress) dès le 10 octobre 2015
- Un duo qui flippe (Masters of Flip (en)) dès le 9 janvier 2016
- Le Lot du diable (téléréalité originale) dès le 19 janvier 2017 (simultané avec Historia)